# اذان (فیلم ۲۰۱۱)
اذان (به انگلیسی: Aazaan) فیلمی هندی محصول سال ۲۰۱۱ و به کارگردانی پرشانت چادها است. در این فیلم بازیگرانی همچون ساچین جی جوشی، کندیس بوچر، دالیپ تاهیل، آریا بابار، علی خان، راوی کیشان، ساریتا چودری و امبر رز روا ایفای نقش کرده‌اند.